# Euthalia raya
Euthalia raya är en fjärilsart som beskrevs av John Nevill Eliot 1960. Euthalia raya ingår i släktet Euthalia och familjen praktfjärilar. Inga underarter finns listade i Catalogue of Life.